# Textricella pusilla
Textricella pusilla is een spinnensoort in de taxonomische indeling van de Micropholcommatidae.
Het dier behoort tot het geslacht Textricella. De wetenschappelijke naam van de soort werd voor het eerst geldig gepubliceerd in 1959 door Raymond Robert Forster.